# Benoît Desombres
Benoît Desombres est un écrivain français ayant écrit pour la jeunesse et pour les adultes. Il a enseigné la philosophie au lycée et à l'Université. Il est un grand ami des arbres[Quoi ?].
Il a notamment publié : 
- « Le Roi des Portes », Jeunes Années Magazine, 1987
- Mamie la Glauque,  éditions Syros, « Souris noire », 1989
- Paroles de la Rome Antique, Albin MIchel 1994
- Sagesse des arbres (textes choisis et présentés) Calmann-Lévy 2001
- Sagesse du désert (textes choisis et présentés) Calmann-Lévy 2003